# Downburst (album)
Downburst è il settimo album in studio del gruppo musicale tedesco Brainstorm, pubblicato nel 2008.

## Tracce
1. Falling Spiral Down – 4:34
2. Fire Walk with Me – 4:24
3. Stained with Sin – 3:38
4. Redemption in Your Eyes – 4:26
5. End in Sorrow – 4:48
6. How Do You Feel – 3:49
7. Protect Me from Myself – 4:42
8. Surrounding Walls – 4:10
9. Frozen – 4:37
10. All Alone – 4:14
11. Crawling in Chains – 3:47 (bonus track ed. limitata)
12. Hold Tight – 4:06 (bonus track ed. limitata)

## Formazione
Gruppo
- Andy B. Franck - voce, cori
- Torsten Ihlenfeld - chitarra, basso, cori
- Milan Loncaric - chitarra, basso, cori
- Dieter Bernert - batteria

Altri musicisti
- Michael "Miro" Rodenberg - tastiera